# DIIV
«DIIV», раньше известная как «Dive» (произносится «Дайв») — американская дрим-поп группа из Бруклина, Нью-Йорк. Первоначально, DIIV была сформирована в 2011 году как сольный проект Закари Смита. После релиза трёх синглов — «Sometime», «Human» и «Geist» — на лейбле Captured Tracks, DIIV представили свой дебютный полноформатный альбом Oshin 26 июня 2012 года.

## История
Закари Коул Смит основал свой сольный проект Dive в 2011 году, будучи гитаристом в группе Beach Fossils. Смит назвал проект Dive, в честь песни «Dive», Nirvana, и собрал коллектив для живых выступлений. В него вошёл гитарист и друг детства Смита Эндрю Бейли, басист Девин Перес из Нью-Йорка и барабанщик Колби Хьюитт, бывший участник Smith Westerns.
Смит рассказал Pitchfork Media: «Каждый из нас в группе имеет водный знак Зодиака и именно поэтому „Dive“ что-то вроде того, что нам подходит.»

Captured Tracks подписала контракт с группой и представила два сингла, «Sometime» and «Human», которые раньше были записаны Закари Смитом соло и представлены как демозаписи.
В мае 2012 года группа сменила своё имя на «DIIV», по словам Смита, «из уважения к Дирку Ивенсу и его группе Dive, бельгийскому индастриал коллективу 90-х годов».
«Мы не связывались с Дирком Ивенсом или его адвокатами» — сказал Смит в пресс-релизе — «но если говорить коротко об этом, то меня серьёзно не волнует как названа группа». Он продолжил: «Я основал этот проект в спальне, не имея доступа к интернету, и я не знал, что он кoгда-нибудь покинет её. DIVE — слово, элемент, который вдохновил этот проект в самом начале, однако теперь мы переросли это имя, эти ассоциации. Группа та же, музыка та же, будущее всегда будет таким же. Имя ничего не значит.»
Дебютный альбом DIIV, Oshin, был представлен 26 июня 2012 года.
Ему предшествовал сингл «Geist» в апреле 2012 года и видеоклип «How Long Have You Known» в мае того же года.

Песни в этом альбоме были вдохновлены отчасти краут-роком, отчасти альбомом C86, песнями Nirvana и этнической музыкой. «Кажется, что люди не знают о влиянии малийских гитаристов, в особенности Baba Salah, чья запись есть в моей библиотеке.» — сказал Смит. «Он очень знаменит в своей стране, но у него есть всего одна запись под названием Borey — она дала мне много эмоций и вдохновила на эксперименты с музыкой».
DIIV выступали с поддержкой инди-рок-группы The Vaccines в их туре по Великобритании в ноябре 2012 года. Также, они выступали с поддержкой канадского дуэта Japandroids в их туре по восточному побережью Соединённых Штатов Америки в период с ноября по декабрь 2012 года.
Альбом Oshin был помещён на двадцать второе место в топ 50 альбомов 2012 года по версии Stereogum и на сороковое по версии Pitchfork's.

## Дискография

### Студийные альбомы
| Название      | Информация об альбоме                                                                             |
| ------------- | ------------------------------------------------------------------------------------------------- |
| Oshin         | - Представлен: 26 июня, 2012 г. - Лейбл: Captured Tracks - Формат: LP, CD, цифровая дистрибуция   |
| Is the Is Are | - Представлен: 5 февраля, 2016 г. - Лейбл: Captured Tracks - Формат: LP, CD, цифровая дистрибуция |
| Deceiver      | - Представлен: 4 октября, 2019 г. - Лейбл: Captured Tracks - Формат: LP, CD, цифровая дистрибуция |

Frog in Boiling Water 2024 год

### Синглы
| Год  | Песня                                                                 |
| ---- | --------------------------------------------------------------------- |
| 2011 | «Sometime» - B-side: «Corvalis» - Лейбл: Captured Tracks (CT-123)     |
| 2011 | «Human» - B-side: «Big Joke» - Лейбл: Captured Tracks (CT-131)        |
| 2012 | «Geist» - B-side: «Bambi Slaughter» - Лейбл: Captured Tracks (CT-154) |